# Turtas
Il Turtas (in russo Туртас?) è un fiume della Russia siberiana, affluente di destra del fiume Irtyš (bacino idrografico dell'Ob'). Scorre nell'Uvatskij rajon dell'Oblast' di Tjumen'.

## Descrizione
Il Turtas è formato dalla confluenza dei fiumi Malyj Turtas (da sinistra), lungo 232 km, e Bol'šoj Turtas (da destra), lungo 307 km, in una zona paludosa ai margini occidentali della pianura di Vasjugan. Il Turtas scorre per lo più in direzione nord-occidentale. 
Ha una lunghezza di 241 km e il suo bacino è di 12 100 km². La sua portata media, a 49 km dalla foce, è di 43,89 m³/s.
Il fiume, e l'omonimo villaggio di Turtas a 25 km dalla sua foce, è attraversato all'autostrada federale P404 (Tjumen'-Chanty-Mansijsk) e da un ramo della ferrovia Tjumen'-Surgut-Novyj Urengoj.